# Alessandro Michieletto
Alessandro Michieletto (Desenzano del Garda, 5 de dezembro de 2001) é um jogador de voleibol italiano que atua na posição de ponteiro.

## Carreira

### Clube
Filho do ex-jogador de voleibol Riccardo Michieletto, Alessandro começou a praticar voleibol nas categorias de base do Trentino na temporada 2015–16. Participou dos campeonatos da Série D, Série C e Série B, inicialmente alternando entre as funções de líbero e ponteiro antes de se especializar neste último. Fez sua estreia com a equipe adulta em uma partida da Copa CEV de 2018–19 contra o time suíço de Amriswil. Na temporada 2019–20, participou tanto da primeira divisão do campeonato italiano quanto da Série A3 com a equipe sub-21 do Trentino, sendo definitivamente promovido à equipe profissional adulta a partir da temporada seguinte.
Em 2021, Alessandro conquistou seu primeiro título com a equipe adulta, a Supercopa Italiana, ao derrotar na final o Volley Milano por 3 sets a 1. Ele ampliou sua galeria de troféus pelo Trentino ao conquistar o inédito título da SuperLega de 2022–23 e, na temporada subsequente, o inédito título da Liga dos Campeões de 2023–24, onde foi premiado como o melhor jogador das finais.

### Seleção
Em 2018 ingressou na seleção italiana sub-18 com a qual conquistou a medalha de bronze no Campeonato Europeu.[carece de fontes?] Um ano após, com a seleção sub-19, conquistou o ouro no XV Festival Olímpico Europeu da Juventude e no Campeonato Mundial Sub-19. Em 2020, porém, conquistou a medalha de prata no Campeonato Europeu Sub-21, recebendo também o prêmio de melhor jogador da competição.
Estreou na seleção adulta italiana pela Liga das Nações de 2021, terminando o torneio na décima colocação e sendo o sexto maior pontuador da competição. No mesmo ano participou dos Jogos Olímpicos de Tóquio; além do título do Campeonato Europeu.
Em 2022 se tornou peça fundamental na conquista do quarto título mundial da seleção italiana ao vencer a seleção polonesa por 3 sets a 1, marcando catorze pontos na partida final do Campeonato Mundial de 2022.

## Títulos
Trentino Volley
- Liga dos Campeões: 2023–24
- Campeonato Italiano: 2022–23
- Supercopa Italiana: 2021

Seleção Italiana
- Festival Olímpico da Juventude Europeia: 2019
- Campeonato Mundial Sub-19: 2019
- Campeonato Mundial Sub-21: 2021
- Vice-campeão da Liga das Nações de 2025

## Clubes
| Anos  | Equipe        |
| ----- | ------------- |
| 2018– | Itas Trentino |

## Premiações individuais

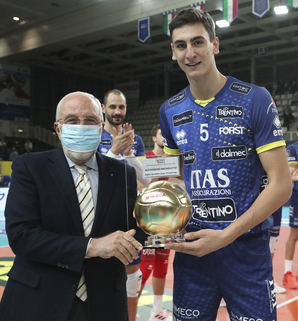
Michieletto recebeu o prêmio Gianfranco Badiali de Melhor Jogador Sub-23 da temporada 2021–22.

- 2020: Campeonato Europeu Sub-20 – MVP
- 2021: Campeonato Europeu – Melhor ponteiro
- 2021: Campeonato Mundial Sub-21 – MVP
- 2021: Campeonato Mundial de Clubes – Melhor ponteiro
- 2022: Campeonato Mundial de Clubes – Melhor ponteiro
- 2023: Torneio Hubert Jerzeg Wagner – Melhor ponteiro
- 2024: Liga dos Campeões – MVP
- 2024: Campeonato Mundial de Clubes – Melhor ponteiro
- 2025: Liga das Nações de 2025 - Melhor atacante